# Steve Almond

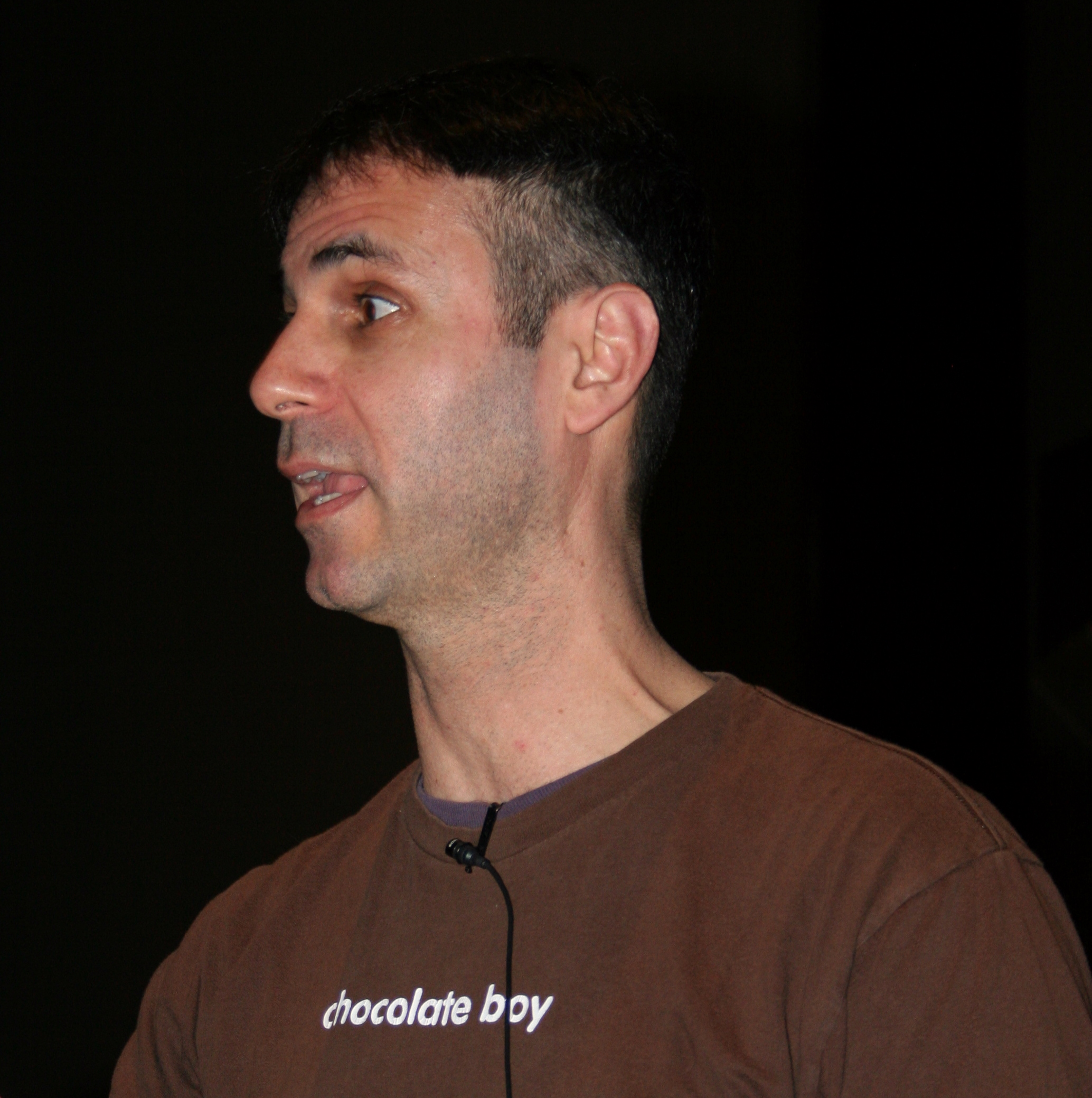
Steve Almond

Steve Almond (* 27. Oktober 1966) ist ein US-amerikanischer Autor von Kurzgeschichten und Essayist. Er ist der Autor von zehn Büchern, von denen er drei selbst veröffentlichte.

## Leben
Almond wuchs in Palo Alto, Kalifornien auf und schloss die Henry M. Gunn High School ab. Er erhielt seinen Bachelor-Abschluss an der Wesleyan University in Middletown. Er arbeitete sieben Jahre als Zeitungsreporter, vor allem in El Paso und bei der Miami New Times. Er lebt heute mit seiner Frau und zwei Kindern in Arlington, Massachusetts.

## Literarisches Werk
Almond zweites Buch, Candyfreak (2005), war auf der New York Times-Bestsellerliste, gewann den Alex Award der American Library Association und wurde Buch des Jahres 2005 der Buchhändlervereinigung Booksense. Seine Bücher wurden in einem halben Dutzend Ländern veröffentlicht und ins Deutsche, Niederländische, Spanische und Kroatische übersetzt. Er hat mehr als 150 Geschichten in Zeitschriften wie Tin House, Playboy, Zoetrope und Ploughshares veröffentlicht. Seine Geschichte "Donkey Greedy, Donkey Gets Punched" wurde unter die Best American Short Stories 2010 gewählt und Spilt Milk Entertainment hat sich die Filmrechte gesichert. Zwei seiner Geschichten wurden mit dem Pushcart Prize ausgezeichnet.
Seine Essays und journalistischen Arbeiten erschienen in The New York Times Magazine, GQ, The Wall Street Journal, Poets & Writers und Real Simple. Seine Erzählungen und Essays wurden in zahlreichen Anthologien veröffentlicht. Almond bewertet auch Bücher in Reviews für die New York Times, den Boston Globe und die Los Angeles Times. Er unterrichtet unter anderem regelmäßig bei Grub Street in Boston, bei der Sanibel Writer's Conference und der Tin House Writer's Conference.

## Politische Arbeit
Almond war fünf Jahre außerordentlicher Professor für kreatives Schreiben am Boston College, bis er am 12. Mai 2006 in einem offenen Brief, der im Boston Globe veröffentlicht wurde, seinen Rücktritt erklärte. In dem Brief machte er klar, dass sich sein Protest gegen die Wahl von Condoleezza Rice als Gastrednerin der 2006er Eröffnung richtete. In einem späteren Auftritt in der Hannity & Colmes-Show auf Fox News diskutierte er mit anderen über seine Entscheidung. Almond ist ein regelmäßiger Mitarbeiter des New York Times Magazine und der literarischen Website The Rumpus, wo er oft über die Verbindung von Moral und Politik schreibt. Seine Kolumne "The Week in Greed" ist ein Versuch, den Einfluss der Gier in unserem politischen Theater zu untersuchen.

## Selbstverlag
Nach einem Jahrzehnt der Zusammenarbeit mit traditionellen Verlagen hat Almond drei Bücher in den letzten Jahren selbst verlegt und wurde ein ausgesprochener Verfechter des Selbstverlags, worüber er ausführlich in der Los Angeles Times, in Poets & Writers und auf The Rumpus schrieb.
Steve war ein Gastautor des mit dem Elliot Norton Award ausgezeichneten Stückes P.S. Page me later der Alarm Clock Theatre Company, das auf einer Auswahl aus dem Found Magazine basierte.

## Radio & Podcast
Almond ist ein regelmäßiger Korrespondent auf NPR's Here & Now und WGBH, beide in Boston. Am 27. Oktober 2011 erschien Almond als Gast der Podcast-WTF with Marc Maron. Almond veranstaltete auch ein Podcast-Live-Interview mit Hallelujah the Hills-Bandleader Ryan Walsh unter dem Titel "This Has Been A Disaster - Thanks For Having Us." (etwa: "Das war ein Desaster -. Danke, dass wir hier sein durften.")

## Stories Online
- Midnight on Them Spurs, englisch
- The Problem of Human Consumption, englisch

## Werk

### Kurzgeschichten
- My Life in Heavy Metal. Atlantic/Grove; Random House UK; Fokus Komunikacije Croatia 2002.
  - Körper in Extremsituationen. Storys, Übersetzt von Ingo Herzke. Verlag Kiepenheuer & Witsch, Köln 2004, ISBN 3-462-03377-8.
- The Evil B.B. Chow and Other Stories. Algonquin Books, 2005.
- God Bless America: Stories. Lookout Press, 2011.

### Nonfiktion
- Candyfreak : A Journey through the Chocolate Underbelly of America. Algonquin Books, 2004.
- (Not That You Asked) Rants, Exploits and Obsessions. Random House, 2007.
- Letters from People Who Hate Me. DIY or Die Press, Selbstverlag, Espresso Book Machine, 2010.
- Rock and Roll Will Save Your Life. Random House, 2010.
- This Won't Take But a Minute, Honey. Selbstverlag.
- Bad Poetry. DIY or Die Press.

### Mitautor
- mit Julianna Baggott: Which Brings Me to You: A Novel in Confessions. Algonquin Books, Chapel Hill 2006, ISBN 1-56512-443-X.
  - Julianna Baggott, Steve Almond: Vor Liebe wird gewarnt. Roman. Übersetzt von Katharina Volk. Knaur-Taschenbuch-Verlag, München 2005, ISBN 3-426-62840-6.
  - Verfilmt unter dem Titel Which Brings Me to You (2023) von Regisseur Peter Hutchings mit Lucy Hale und Nat Wolff in den Hauptrollen